# جایزه نان و گل‌های سرخ
جایزهٔ نان و گل‌های سرخ برای نشر رادیکال (انگلیسی: Bread and Roses Award) یک جایزهٔ ادبی بریتانیایی است که هرساله به بهترین کتاب رادیکال اهدا می‌شود. کتاب رادیکال اینگونه تعریف می‌شود که به یکی از موضاعات سوسیالیستی، آنارشیستی، محیط زیستی، فمینیستی و مسائل ضد نژادپرستی پرداخته باشد. به‌عبارت دیگر کتاب‌هایی که به‌طور کلی چپ هستند.